# 世界银行
世界银行（英語：World Bank，縮寫WB），簡稱，是为发展中国家资本项目提供贷款的联合国系统国际金融机构，是联合国发展集团（UNDG）的成员。
世界银行的官方目标为消除贫困。根据其有关协定规定（修订并于1989年2月16日生效），其所有决定都必须旨在推动外商直接投資和国际贸易，以及为资本投资提供便利。
其總部設於美国华盛顿特区，和國際貨幣基金組織總部隔着一條第19街。

## 組織架構

### 理事會
為最高權力機關，由每一會員國各指派一位理事和一位副理事組成，職責如下：
1. 核准新會員國。
2. 決定股本調整。
3. 決定營利分配。
4. 決定停止會員國資格。
5. 核准協定修正和其他重大問題。

### 執行理事會
位於理事會之下，負責處理日常業務。由 25 位執行理事組成，其中 5 位由持股最多的美國、日本、德國、法國、英國指派，其餘 20 位依照地理區劃分的會員國集團推選。職責如下：
1. 處理行政事務。
2. 審核貸款與貸款擔保。
3. 審核預算。
4. 訂定對會員國的援助策略。
5. 制定融資決策。

### 總裁 (President)
由執行理事會指派，總管日常業務，是最高行政主管和執行理事會主席。由於美國持股最多，總裁通常由美國提名並由美國公民擔任，目前除了2019年因金墉宣布辞去职务由保加利亚人格奥尔基耶娃代任外，歷代行長都是美國人，受提名者由執行董事會確認後任期五年，可連任。虽然大多数世行行长都有银行工作经验，也存在例外。现任世行行长为彭安杰（Ajay Banga），於2023年上任。
總裁下設3位常務理事協助處理業務。

### 历任行长
世界銀行歷任行長如下：
| 姓名                                  | 在任时间      | 国籍     | 背景                                                                 |
| ------------------------------------- | ------------- | -------- | -------------------------------------------------------------------- |
| 尤金·I·迈耶                           | 1946–1946     | 美国     | 《华盛顿邮报》出版人、美国联邦储备委员会主席                         |
| 约翰·J·麦克洛伊                       | 1947–1949     | 美国     | 律师、美国战时副国务卿                                               |
| 尤金·R·布莱克                         | 1949–1962     | 美国     | 美國大通銀行银行高级主管、美国联邦储备委员会主席、世界银行执行董事   |
| 乔治·D·伍兹                           | 1963–1968     | 美国     | 第一波士顿银行高级主管                                               |
| 罗伯特·S·麦克纳马拉                   | 1968–1981     | 美国     | 美国国防部长、福特汽车业务高级主管                                   |
| 奥尔登·W·克劳森                       | 1981–1986     | 美国     | 律师、美国银行高级主管                                               |
| 巴伯·B·科纳布尔                       | 1986–1991     | 美国     | 纽约州参议员、美国国会议员                                           |
| 刘易斯·T·普雷斯顿                     | 1991–1995     | 美国     | 摩根大通银行高级主管                                                 |
| 詹姆斯·沃尔芬森                       | 1995–2005     | 美国     | 澳洲裔歸化美国公民。公司律师、银行家                                 |
| 保罗·沃尔福威茨                       | 2005–2007     | 美国     | 美国国防部副部长                                                     |
| 罗伯特·佐利克                         | 2007–2012     | 美国     | 高盛银行高级主管、常务副国务卿、美国贸易代表                         |
| 金墉                                  | 2012–2019.2.1 | 美国     | 韩裔美国公民。医师、健康合作伙伴联合创始人、达特茅斯学院第17任校长。 |
| 克里斯塔利娜·格奥尔基耶娃（临时行长） | 2019          | 保加利亚 | 世界银行首席执行官                                                   |
| 戴维·马尔帕斯                         | 2019–2023     | 美国     | 前美国财政部国际事务副部长                                           |
| 彭安杰                                | 2023          | 美国     | 萬事達卡前執行長                                                     |

## 附屬機構

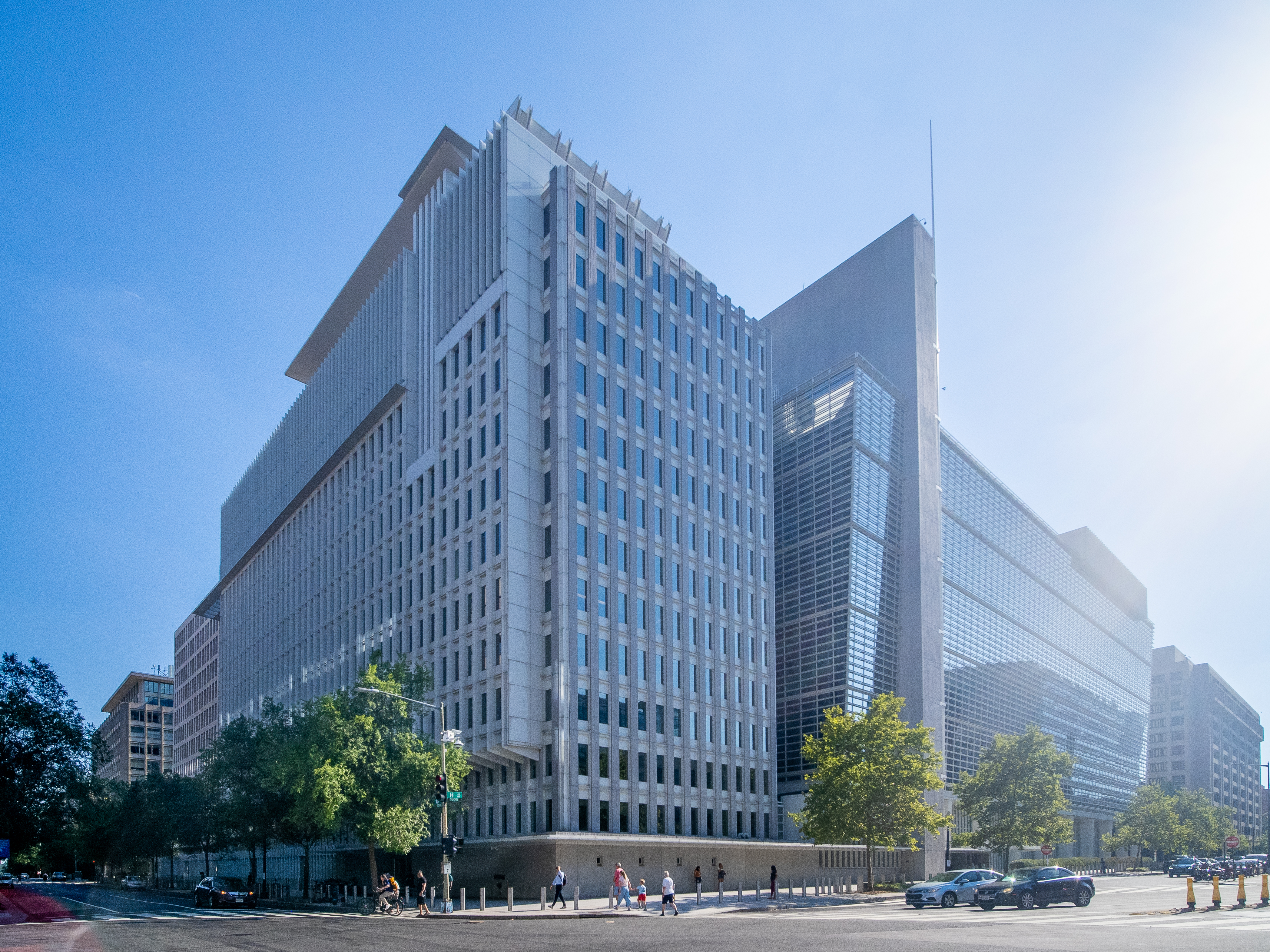
世界银行总部大楼

世界銀行有五個附屬機構：国际开发协会、国际金融公司、多邊投資擔保機構、国际投资争端解决中心、國際復興開發銀行。統稱「世界銀行集團」。

### 國際開發協會
成立於1960年，專門針對低收入的開發中國家提供無息貸款。國際開發協會的貸款大多集中在農村開發項目與必須長期經營才能產生效益的項目，如教育與人力資源的培養。當受援國的經濟發展程度與借款信用等級符合一般貸款的標準時，便不能再享受國際開發協會的貸款。

### 國際金融公司
成立於1956年，專門針對經濟落後會員國的私人企業提供貸款與投資，其貸款利率高於世界銀行。除了貸款以外，國際金融公司也提供技術援助，或直接入股會員國的私人企業，以達到促進會員國經濟發展的目標。

## 會員國
国际复兴开发银行共有189个會員國，而国际开发协会则有173个會員國。国际复兴开发银行的會員國也同时是国际货币基金组织（IMF）的成员，同时也僅有上述國家獲准加入世行旗下的其他组织。
| - 阿富汗 - 阿尔巴尼亚 - 阿尔及利亚 - 安哥拉 - 安地卡及巴布達 - 阿根廷 - 亞美尼亞 - 奥地利 - 巴哈马 - 巴林 - 白俄羅斯 - 比利时 - 不丹 - 玻利维亚 - 巴西 - 保加利亚 - 布吉納法索 - 柬埔寨 - 喀麦隆 - 加拿大 - 中非 - 智利 - 中國 - 哥伦比亚 - 刚果民主共和国 - 刚果共和国 - 賽普勒斯 - 捷克 - 丹麦 - 多米尼克 - 东帝汶 - 埃及 - 薩爾瓦多 - 赤道几内亚 - 爱沙尼亚 - 衣索比亞 - 斐济 - 芬兰 - 法國 - 加彭 | - 德国 - 希腊 - 格瑞那達 - 几内亚 - 海地 - 匈牙利 - 冰島 - 印度 - 印度尼西亞 - 伊朗 - 伊拉克 - 愛爾蘭 - 以色列 - 義大利 - 牙买加 - 日本 - 约旦 - 基里巴斯 - 科索沃 - 科威特 - 拉脫維亞 - 黎巴嫩 - 賴索托 - 利比里亚 - 利比亞 - 立陶宛 - 盧森堡 - 马达加斯加 - 马拉维 - 马来西亚 - 馬爾地夫 - 馬爾他 - 马绍尔群岛 - 毛里塔尼亚 - 模里西斯 - 墨西哥 - 密克羅尼西亞聯邦 - 摩尔多瓦 - 蒙古国 - 蒙特內哥羅 - 摩洛哥 - 莫桑比克 - 緬甸 - 纳米比亚 - 瑙鲁 - 尼泊尔 - 荷蘭 - 新西兰 - 尼加拉瓜 - 尼日尔 - 奈及利亞 - 北馬其頓 - 挪威 | - 阿曼 - 巴基斯坦 - 帛琉 - 巴拿马 - 巴拉圭 - 秘魯 - 菲律賓 - 波蘭 - 葡萄牙 - 羅馬尼亞 - 俄羅斯 - 卢旺达 - 圣基茨和尼维斯 - 圣卢西亚 - 萨摩亚 - 圣马力诺 - 聖多美和普林西比 - 沙烏地阿拉伯 - 塞内加尔 - 塞爾維亞 - 塞舌尔 - 新加坡 - 斯洛伐克 - 斯洛維尼亞 - 所罗门群岛 - 南非 - 南蘇丹 - 西班牙 - 斯里蘭卡 - 苏丹 - 苏里南 - 瑞典 - 瑞士 - 叙利亚 - 坦桑尼亚 - 泰國 - 多哥 - 千里達及托巴哥 - 突尼西亞 - 土耳其 - 乌干达 - 乌克兰 - 阿联酋 - 英国 - 美国 - 乌拉圭 - 委內瑞拉 - 越南 - 葉門 - 尚比亞 - 辛巴威 |

### 投票权
每一會員國有 250 票的基本投票權。
2010年，世界银行修改了投票权的分配，以增加發展中國家的權益。目前投票權前幾名高的国家为：美国（15.85%）、日本（6.84%）、中国（4.42%）、德国（4.00%）、英国（3.75%）、法国（3.75%）、印度（2.91%）、俄罗斯（2.77%）、沙特阿拉伯（2.77%）和義大利（2.64%）。在这次改革中，中国、韩国、土耳其、墨西哥、新加坡、希腊、巴西、印度和西班牙等國家的投票权有所增加。大多数发达国家的投票权有所缩减，同时减少的还有一些如尼日利亚的贫穷国家。美国、俄罗斯和沙特阿拉伯的投票权无变化。
重要決議必須有85％的同意票才能通過。美國的投票权為15.85％，也就是說，美國對重要決議擁有「否決權」。